# FC St. Lucia
Der Santa Lucia Football Club ist ein maltesischer Fußballverein aus Santa Luċija.

## Geschichte
Der Verein wurde am 19. Oktober 1974 gegründet. In der Spielzeit 1994/95 wurde der Verein Meister der Second Division in Malta. Die Mannschaft stieg 2019 erstmals in die Maltese Premier League auf. Nach der Saison 2023/24 stieg man als Tabellenelfter jedoch wieder in die Maltese Challenge League ab.

## Rekorde
Melvin Agius ist mit 189 Einsätzen der Rekordspieler des Vereins, während Mohamed Telessi die meisten Tore der Vereinshistorie schoss. Der maltesische Ex-Nationalspieler Kyrian Nwoko ist der Spieler mit den meisten Länderspielen (4), der jemals für den Verein aktiv war.